# Delitto sull'autostrada
Série Nico Giraldi
Delitto al ristorante cinese
(1981) Crime en Formule 1
(1984)
Pour plus de détails, voir Fiche technique et Distribution.
Delitto sull'autostrada est un poliziottesco humoristique italien réalisé par Bruno Corbucci et sorti en 1982,. C'est le troisième Delitto... ains que le neuvième film mettant en scène l'inspecteur Nico Giraldi joué par Tomas Milian.

## Synopsis
L'assassinat d'un routier sur l'autoroute A1 près de Rome alerte la police qui confie l'enquête à l'inspecteur Giraldi. Infiltrant le milieu des chauffeurs routiers sous le faux nom de Luigi Rossi, Giraldi parvient à découvrir le mobile du meurtre, tué par des membres d'un gang criminel...

## Fiche technique
Sauf indication contraire, les informations mentionnées dans cette section peuvent être confirmées par la base de données cinématographiques IMDb,  présente dans la section « Liens externes ».
- Titre original : Delitto in Formula Uno[3]
- Titre allemand : Das Schlitzohr vom Highway 101
- Réalisateur : Bruno Corbucci
- Scénario : Mario Amendola, Bruno Corbucci, Mario Cecchi Gori
- Photographie : Carlo Carlini
- Montage : Daniele Alabiso (it)
- Décors : Claudio Cinini (it)
- Effets spéciaux : Antonio Corridori
- Trucages : Massimo Di Girolamo
- Costumes : Alessandra Cardini (it)
- Musique : Franco Micalizzi
- Producteurs : Mario Cecchi Gori, Vittorio Cecchi Gori
- Sociétés de production : Intercapital
- Pays de production :  Italie
- Langue de tournage : italien
- Format : Couleur - 1,85:1 - Son mono - 35 mm
- Durée : 91 minutes (1h31)[3]
- Genre : Poliziottesco, comédie policière
- Dates de sortie :
  - Italie : 30 septembre 1982
  - Allemagne de l'Ouest : 4 novembre 1983

## Distribution
- Tomas Milian : Nico Giraldi
- Viola Valentino : Anna Danti
- Bombolo : Venticello
- Olimpia Di Nardo : Angela Santi
- Paco Fabrini : Rocky Giraldi
- Marcello Martana : Commissaire Trentini
- Tony Kendall : Tarquini
- Gabriella Giorgelli : Cinzia Bocconotti
- Giorgio Trestini : Andrea Carboni
- Adriana Russo : Laura Carboni, la femme d'Andrea
- Aldo Ralli : Le routier toscan
- Gabriele Villa : Le routier blond
- Dino Cassio : Un routier
- Enzo Andronico : Le faux médecin
- Ennio Antonelli : L'entraîneur de boxeurs
- Tony Scarf : Tony
- Mario Donatone : Sergio Taruscio